# Gourville (Charente)
Pour les articles homonymes, voir Gourville.
Gourville est une ancienne commune du Sud-Ouest de la France située dans le département de la Charente (région Nouvelle-Aquitaine). Depuis le 1er janvier 2019, elle est une commune déléguée de Rouillac.
Ses habitants sont les Gourvillois et les Gourvilloises.

## Géographie

### Localisation et accès
Gourville est une commune du nord-ouest de la Charente. Elle est située à mi-chemin entre Aigre au nord-est, et Rouillac au sud-ouest, à 24 km au nord-ouest d'Angoulême.
Le bourg est à 7 km de Rouillac, le chef-lieu de son canton, 8 km d'Aigre,  et 28 km au nord-est de Cognac sa sous-préfecture.
La route principale desservant la commune et traversant le bourg est la D 736, route de Ruffec à Cognac par Aigre et Rouillac. Un réseau de routes départementales secondaires relient le bourg aux communes voisines. La D 737, route d'Angoulême à Aigre, passe à 3 km au nord-est au nord-est du bourg, à Marcillac-Lanville où elle franchit la Charente. Depuis le bourg, la D 117 se dirige vers Angoulême par Genac.

### Hameaux et lieux-dits
La commune comporte quelques hameaux : Montaigon au nord, le Clocq et Ferrières près du bourg, le Breuil au sud-ouest, et les Cailletières, Puybossard et Dauves en limite sud-est.

### Communes limitrophes
| Bonneville | Mons             | Marcillac-Lanville |
| Montigné   | Gourville        | Genac-Bignac       |
| Rouillac   | Saint-Cybardeaux |                    |

### Géologie et relief
Le sol de la commune appartient au calcaire du Jurassique du Bassin aquitain, comme toute la moitié nord du département de la Charente. Gourville occupe un plateau datant du Jurassique supérieur, plus précisément du Kimméridgien, avec une minuscule zone de Portlandien à son extrémité sud-ouest. Deux petites zones de grèzes datant du Quaternaire couvrent ce plateau au sud-ouest du bourg et à l'extrême sud de la commune. Des alluvions récentes (limons et argiles) sont sur la bordure nord (Montaigon),,.
Le relief de la commune est celui de plateaux assez vallonnés dans une grande partie sud, et d'une plaine au nord d'une altitude moyenne de 80 m. Le point culminant est à une altitude de 155 m, situé sur la limite sud près du château de Lignères. Le point le plus bas est à 55 m, situé sur la limite nord-est. Le bourg est à 75 m d'altitude.

### Hydrographie
Le Sauvage, 14,8 km, appelé Auge plus en aval, ruisseau affluent de la Charente sur sa rive droite à Marcillac-Lanville, borde la commune au nord.
Au pied du bourg, au Clocq, naît un petit affluent de l'Auge, alimenté aussi par la source de Creuse-Font située à l'est. À 300 m au nord-ouest du bourg il y a aussi une fontaine dans un vallon.

### Climat
Comme dans les trois quarts sud et ouest du département, le climat est océanique aquitain.

## Toponymie
Les formes anciennes sont Godoreti villa au Xe siècle, Godor villa en 1180, Gorvilla en 1302.
Le nom de Gourville est de la forme Gothorum villa ce qui signifie « domaine des Goths ». Il remonte aux colonies de Wisigoths établies en Aquitaine sous l'Empire romain tardif. 
D'autre part, la plupart des noms en -ville en Charente, surtout fréquents entre Barbezieux et Châteauneuf, seraient issus des implantations franques après le VIe siècle en Aquitaine, comme au sud-est de Toulouse. Tout proche, à Herpes (commune de Courbillac), se trouve un important cimetière de guerriers barbares. On a longtemps hésité entre des Francs ou des Goths.

## Histoire
Au VIIIe siècle, Sanche, épouse d'Aymar, comte du Poitou, offrit le prieuré de Gourville à l'abbaye de Saint-Cybard. Ce prieuré resta conventuel jusque vers 1340. Il fut dès le début l'un des plus riches du diocèse d'Angoulême. Il fut éprouvé pendant la guerre de Cent Ans, et les guerres de religion achevèrent sa ruine. Il fut particulièrement dévasté par Guichard de Rouffignac, seigneur protestant de Gourville, et ses barbets.
Le prieuré de Gourville comportait des droits de haute, moyenne et basse justices, qui étaient exercée au nom de l'abbaye de Saint-Cybard sur l'étendue de la baronnie. Cette juridiction fonctionnait avec celle des seigneurs, sans trop de problèmes.
Les foires de Gourville sont très anciennes. Deux foires annuelles étaient autorisées dès 1307, sur demande de l'abbé de Saint-Cybard. En octobre 1561, des lettres patentes du roi Charles IX portèrent ce nombre à six. Au début du XXe siècle, ces foires se tenaient le 21 de chaque mois.
Gourville était aussi le siège d'une seigneurie ayant aussi droit de haute, moyenne et basse justices. Elle était formée des deux paroisses de Gourville et Bonneville, qui faisaient une enclave du Poitou en Angoumois. Elle relevait d'un hommage lige à l'abbaye de Saint-Cybard en grande partie, et de l'évêché d'Angoulême d'autre part. Les seigneurs  de Gourville avaient un troisième devoir, en tant que barons de Tourriers, envers les de La Rochefoucauld pour des arrière-fiefs relevant de Gourville situés dans des paroisses voisines.
Les seigneurs de Gourville nous sont connus depuis le règne d'Henri Ier et du comte Geoffroi Taillefer. Ils ont souvent joué un rôle important dans l'histoire de l'Angoumois, et même l'histoire de France et de l'Aquitaine anglaise.
Après la Révolution, un arbre de la liberté faisait la curiosité des environs. C'était un peuplier offert en 1790 par Jean de Massougnes, comte des Fontaines, et qui était devenu imposant jusqu'à sa mort à la fin du XIXe siècle.
Les registres de l'état civil ne remontent qu'à 1744.
Pendant la première moitié du XXe siècle, la commune était desservie par la petite ligne ferroviaire d'intérêt local à voie métrique des Chemins de fer économiques des Charentes allant de Saint-Angeau à Segonzac, et qui passait par Mansle, Luxé et Rouillac.
Le 1er janvier 2019, la commune intègre la commune nouvelle de Rouillac.

## Administration

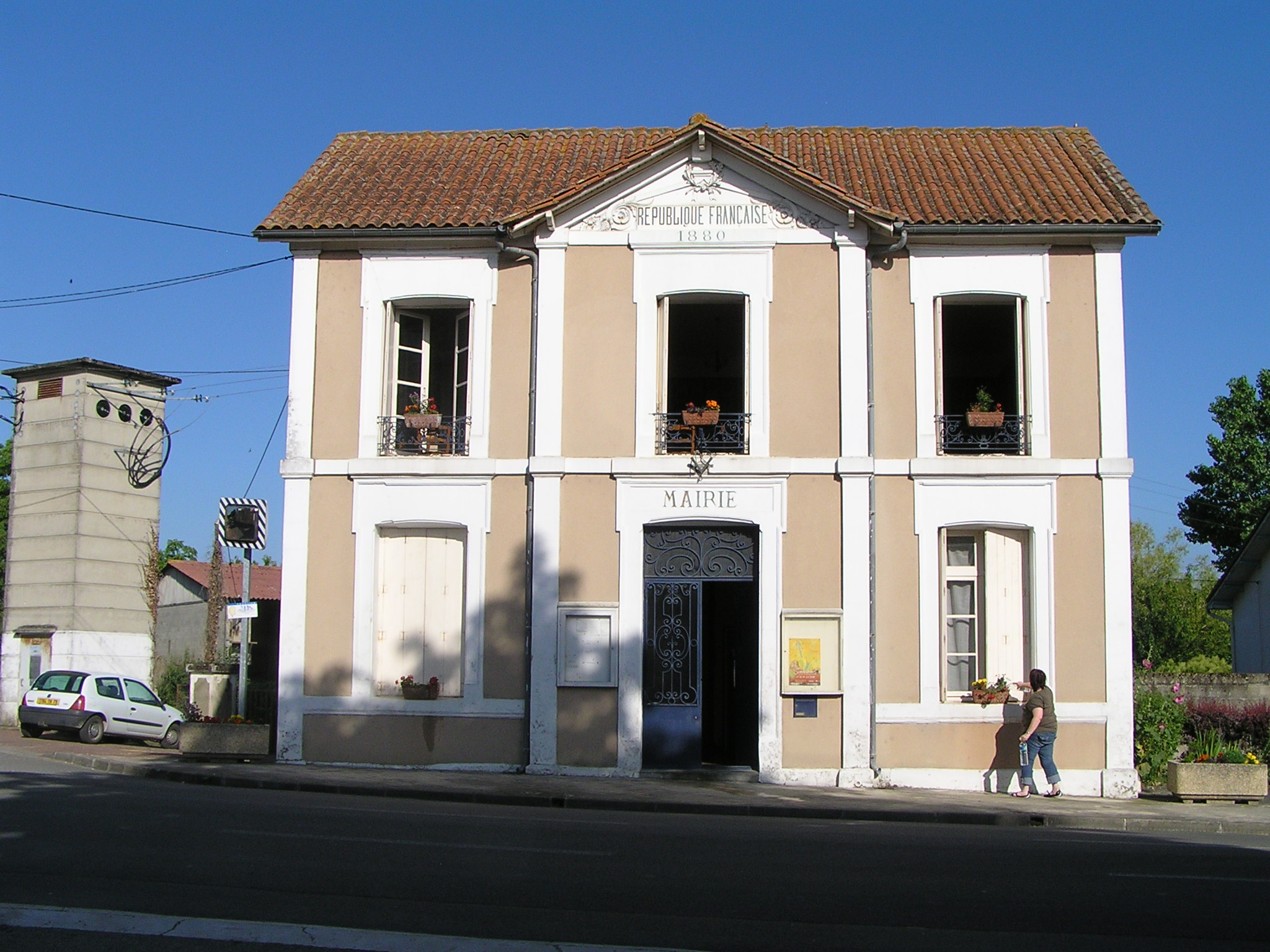
La mairie de Gourville

| Période                                  | Période  | Identité            | Étiquette | Qualité               |
| ---------------------------------------- | -------- | ------------------- | --------- | --------------------- |
| janvier 2019                             | mai 2020 | Marie-France Basset | SE        | Retraitée du commerce |
| mai 2020                                 | En cours | Patrick Godichaud   | SE        |                       |
| Les données manquantes sont à compléter. |          |                     |           |                       |

| Période                                  | Période       | Identité                    | Étiquette | Qualité               |
| ---------------------------------------- | ------------- | --------------------------- | --------- | --------------------- |
| Les données manquantes sont à compléter. |               |                             |           |                       |
| au moins 1826                            | au moins 1852 | Auguste Babinet de Rencogne |           |                       |
| 1889                                     | 1906          | Nestor Creuzille            |           |                       |
| avant 1981                               | 1995          | Bernard Garnier             | DVG       |                       |
| 1995                                     | 2008          | René Vandestick             |           |                       |
| 2008                                     | 2019          | Marie-France Basset         | SE        | Retraitée du commerce |

### Fiscalité
La fiscalité est d'un taux de 24,36 % sur le bâti, 56,01 % sur le non bâti, et 10,47 % pour la taxe d'habitation (chiffres 2007).
La communauté de communes de Rouillac prélève 10,80 % de taxe professionnelle.

## Démographie

### Évolution démographique
L'évolution du nombre d'habitants est connue à travers les recensements de la population effectués dans la commune depuis 1793. Pour les communes de moins de 10 000 habitants, une enquête de recensement portant sur toute la population est réalisée tous les cinq ans, les populations de référence des années intermédiaires étant quant à elles estimées par interpolation ou extrapolation. Pour la commune, le premier recensement exhaustif entrant dans le cadre du nouveau dispositif a été réalisé en 2006.

En 2016, la commune comptait 653 habitants, en évolution de +2,19 % par rapport à 2010 (Charente : −0,48 %, France hors Mayotte : +2,11 %).
| 1793  | 1800  | 1806  | 1821  | 1831  | 1841  | 1846  | 1851  | 1856  |
| ----- | ----- | ----- | ----- | ----- | ----- | ----- | ----- | ----- |
| 1 115 | 1 184 | 1 119 | 1 158 | 1 179 | 1 155 | 1 112 | 1 165 | 1 140 |

| 1861  | 1866  | 1872  | 1876  | 1881 | 1886 | 1891 | 1896 | 1901 |
| ----- | ----- | ----- | ----- | ---- | ---- | ---- | ---- | ---- |
| 1 179 | 1 209 | 1 132 | 1 083 | 994  | 862  | 771  | 712  | 671  |

| 1906 | 1911 | 1921 | 1926 | 1931 | 1936 | 1946 | 1954 | 1962 |
| ---- | ---- | ---- | ---- | ---- | ---- | ---- | ---- | ---- |
| 694  | 662  | 638  | 587  | 582  | 540  | 514  | 532  | 516  |

| 1968 | 1975 | 1982 | 1990 | 1999 | 2006 | 2011 | 2016 | - |
| ---- | ---- | ---- | ---- | ---- | ---- | ---- | ---- | - |
| 550  | 487  | 534  | 543  | 589  | 626  | 632  | 653  | - |

### Pyramide des âges
| Hommes | Classe d’âge | Femmes |
| ------ | ------------ | ------ |
| 1,7    | 90 ans ou +  | 5,7    |
| 9,3    | 75 à 89 ans  | 15,9   |
| 13,2   | 60 à 74 ans  | 13,1   |
| 17,7   | 45 à 59 ans  | 14,2   |
| 24,0   | 30 à 44 ans  | 20,5   |
| 15,3   | 15 à 29 ans  | 13,7   |
| 18,8   | 0 à 14 ans   | 16,9   |

| Hommes | Classe d’âge | Femmes |
| ------ | ------------ | ------ |
| 0,5    | 90 ans ou +  | 1,6    |
| 8,2    | 75 à 89 ans  | 11,8   |
| 15,2   | 60 à 74 ans  | 15,8   |
| 22,3   | 45 à 59 ans  | 21,5   |
| 20,0   | 30 à 44 ans  | 19,2   |
| 16,7   | 15 à 29 ans  | 14,7   |
| 17,1   | 0 à 14 ans   | 15,4   |

## Économie

### Agriculture
La viticulture occupe une partie de l'activité agricole, par ailleurs principalement céréalière. La commune est classée dans les Fins Bois, dans la zone d'appellation d'origine contrôlée du cognac.

## Équipements, services et vie locale

### Enseignement
Gourville possède une école primaire comprenant cinq classes (deux de maternelle et trois d'élémentaire). 
Le secteur du collège est Rouillac.

## Lieux et monuments

### Patrimoine religieux
La cloche de l'église paroissiale Notre-Dame, qui était l'ancien prieuré, date de 1686. Elle est classée monument historique au titre objet depuis 1944. Derrière le chevet de l'église, on trouve une petite tour ronde du XVIe siècle. C'est le seul vestige de ce prieuré.

### Patrimoine civil

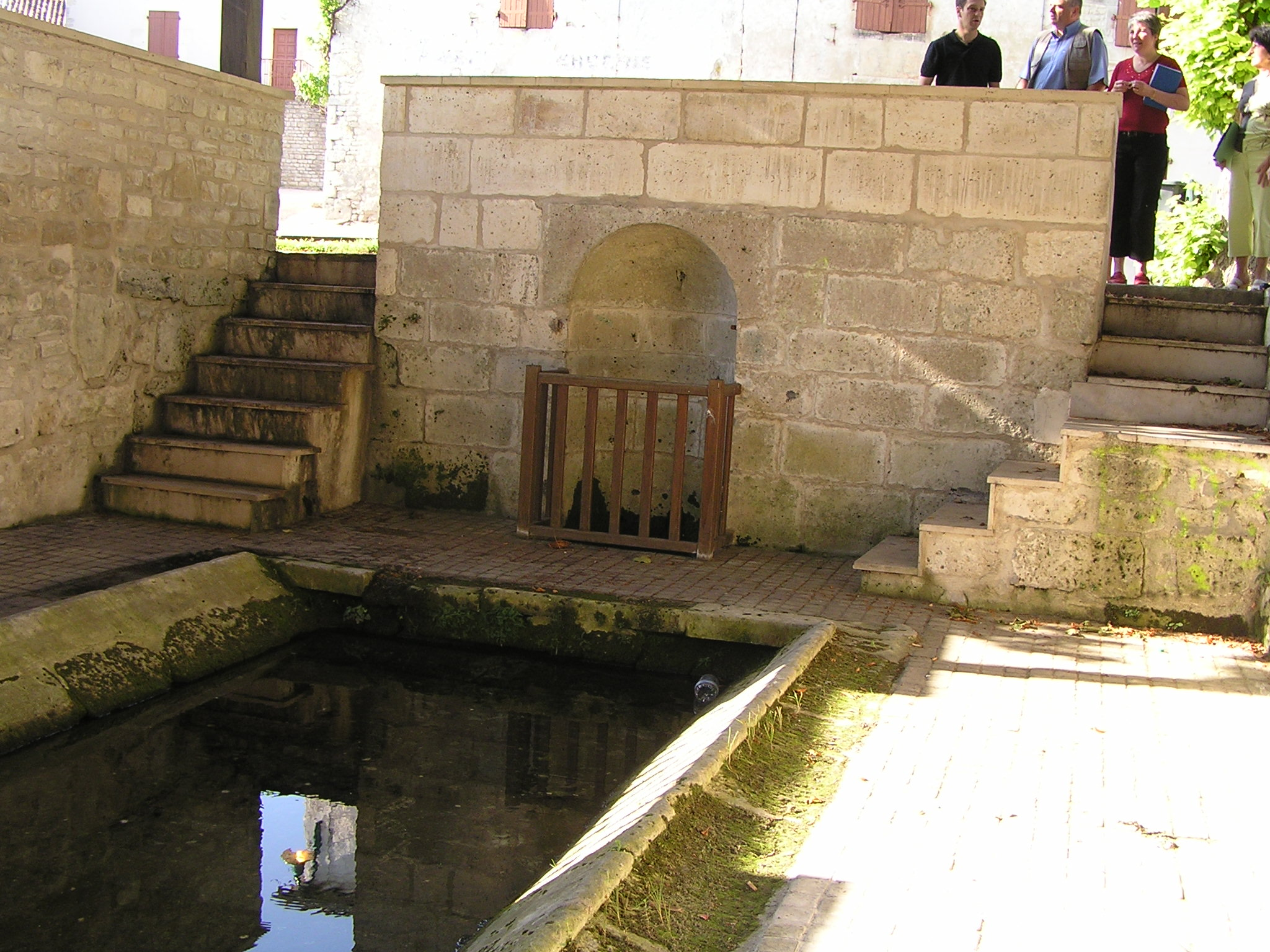
Le lavoir

Le château de Gourville est une imposante demeure seigneuriale dont l'architecture s'étale entre le XIIe et XVIIe siècles. Cette seigneurie fut élevée au titre de baronnie par Henri IV. Le château a reçu en ses murs Charles Quint, Henri IV, Louis XIV, et qui a hébergé François de La Rochefoucauld, Louvois et même Félix Faure. 
Le musée de la gare, situé dans l'ancienne gare des chemins de fer économiques, présente une ancienne locomotive restaurée ainsi que différents objets liés à l'activité ferroviaire de la commune.
On peut aussi admirer tout un ensemble de petit patrimoine rural dont un lavoir en centre-bourg.

## Personnalités liées à la commune
- Jean Hérault de Gourville, homme politique du XVIIe siècle.